# بهجة رحال
بهجة رحال (8 يوليو 1962 -) هي  مطربة جزائرية، ومختصة بالغناء الأندلسي.

## حياتها ونشأتها
ولدت في الأبيار الجزائر العاصمة في الثامن من شهر يوليو سنة 1962، في أسرة تهوى الغناء العربي الأندلسي، درست الغناء مع محمد خزناجي، وتعلمت العزف على العود.
تعلمت بهيجة في الكونسيرفتوار بالأبيار حيث كبرت، وبعدها التحقت بالفخارجية سنة 1982 أين حظيت بالتعرف على أساتذة الجزائر منهم عبد الرزاق فخارجي سنة 1986 ومع نخبة من الأصدقاء استطاعت أن تؤسس جمعية السندسية، وبعدها استقرت بـ فرنسا.

## مسيرتها
قدمت بهيجة سنة 1993، حفلات متعددة في دول مختلفة عبر العالم، وقد ضمن لها هذا في الجزائر لقب «سيدة الطرب ذات الصوت الذهبي».
تميزت بهيجة بالصوت الجزائري الذهبي، ساهمت في التعريف بالأغنية الأندلسية.

## أعمالها
سجلت بمدرسة الصنعة، العديد من النوبات، ففي 1995 سجلت نوبة الزيدان، أما المزموم في سنة،1997 ونوبة الرصد عام،1999 ونوبة الذيل عام،2001 وسجلت باقي سلسلة النوبات الاثنتي عشرة بين عام 2001 و2004 وهي نوبة الغريب، الحسين، الماية، الرمل، الذيل، ونوبة السيكا والمجنبة.
9 ألبوما مسجلا إلى جانب الإنجاز الأدبي المتمثل في كتاب بعنوان الريشة الصوت والمضرب وقد حضرته بالتنسيق مع الأستاذ سعدان بن بابا علي أستاذ الأدب العربي بباريس، ويتضمن تاريخ الفن الأندلسي وشعارائه ومسيرته وكذا النوبة الأندلسية، فهذا الكتاب بمثابة النافذة التي تفتح كل تاريخ الفن الأندلسي الجزائري.
لا تعزف على آلة الموندول لإنه خاص بالشعبي، بل تعزف على آلة الموندولين، وعلى هذه الآلة تعلمت آليات العزف وهي التي تعلمها للأطفال بباريس، أما الكويترا فتعتبرها ثاني تخصص وهي التي تصطحبها عند إحياء الحفلات.
يبقى الفضل في تألقها ونجاحها لأساتذة القسم العالي لجمعية الفخارجية، حيث ساعدها الأستاذ عبد الرزاق فخارجي والحاج حميدو وأرزقي حربي وغيرهم ممن صقلوا موهبتها، وساعدوها لتظهر كعازفة ومطربة منفردة أمام الجمهور من خلال جمعية الفخارجية.
يبدي الموسيقي الفرنسي كريستيان بوشي إعجابا بهذه الفنانة التي وصفها بأول “سيدة عازفة منفردة للموسيقى الكلاسيكية العربية الأندلسية”.